# District de la Neva
Le district de la Néva (ou district Nevski; en russe : Nevski raïon) est l'un des dix-huit raïons administratifs de l'agglomération du grand Saint-Pétersbourg. Il doit son nom à la Néva.